# Saimaan Pallo
Saimaan Pallo (w skrócie SaiPa) – fiński klub hokejowy z siedzibą w Lappeenranta, występujący w rozgrywkach Liiga.

## Informacje ogólne
- Nazwa: Saimaan Pallo
- Data założenia: 1948
- Barwy: żółto-czarne
- Lodowisko: Kisapuisto
- Pojemność: 4847

## Sukcesy
- Finał Pucharu Finlandii: 1958, 1965, 1971
- Srebrny medal mistrzostw Finlandii: 1966, 2025 (SM-sarja)

## Zawodnicy
Numery zastrzeżone
- 3 – Lalli Partinen
- 9 – Petri Skriko
- 20 – Heikki Mälkiä